# III Concilio de Toledo

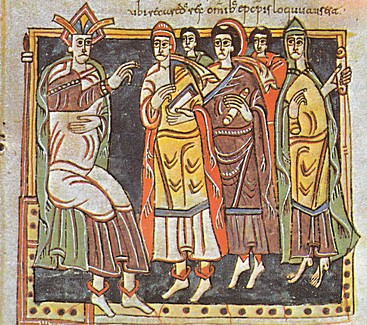
III Concilio de Toledo: Imagen del Códice Vigilano, fol. 145, Biblioteca de El Escorial.

El Tercer Concilio de Toledo o Concilio de la conversión, convocado por el rey visigodo Recaredo y organizado por el obispo Leandro de Sevilla y el abad Eutropio de Valencia comenzó el 8 de mayo del 589 en la ciudad hispánica de Toledo. En él quedó sellada la unidad espiritual y territorial del reino visigodo en su etapa del reino de Toledo, que dejó oficialmente de ser arriano y se convirtió al catolicismo, que era la religión que  profesaban los hispanorromanos. El rey Recaredo hizo profesión de fe católica y anatematizó a Arrio y sus doctrinas; se atribuyó la conversión de los pueblos godo y suevo al catolicismo. Varios obispos arrianos abjuraron de su herejía.
Los reyes sucesores fueron los protectores de la nueva religión oficial. Este concilio sería considerado en época contemporánea por la historiografía española como el inicio de la unidad católica de España e incluso se llegaría a identificar con el nacimiento de la nación española.

## Desarrollo
En cuanto los obispos se reunieron en Toledo, el rey visigodo Recaredo I les comunicó que había levantado la prohibición de celebrar sínodos y a continuación los prelados se retiraron a ayunar durante tres días. El 8 de mayo de 589 se reunieron los obispos y se sentó el rey entre ellos, siguiendo el ejemplo del emperador Constantino en el Concilio de Nicea. Tras el rezo de una oración, Recaredo anunció que su conversión se había producido solo unos días más tarde de la muerte de nuestro padre –aunque al parecer esto ocurrió más bien diez meses después del fallecimiento de Leovigildo–. Un notario leyó a continuación una declaración escrita por el propio rey en la que se declaraban anatema las enseñanzas de Arrio y a continuación reconocía la autoridad de los Concilios de Nicea, Constantinopla, Éfeso y Calcedonia. Asimismo subrayaba que él había traído al catolicismo a los godos y a los suevos y que ambas "naciones" necesitaban ahora la enseñanza de la verdadera fe por parte de la Iglesia. El documento iba firmado por el rey y por su esposa la reina Baddo. Los obispos aplaudieron y aclamaron a Dios y al rey, y uno de ellos se dirigió a los participantes en el concilio –obispos y otros miembros del clero, y la alta nobleza visigoda que también se había convertido– para que condenaran y declararan la herejía arriana en 23 artículos.

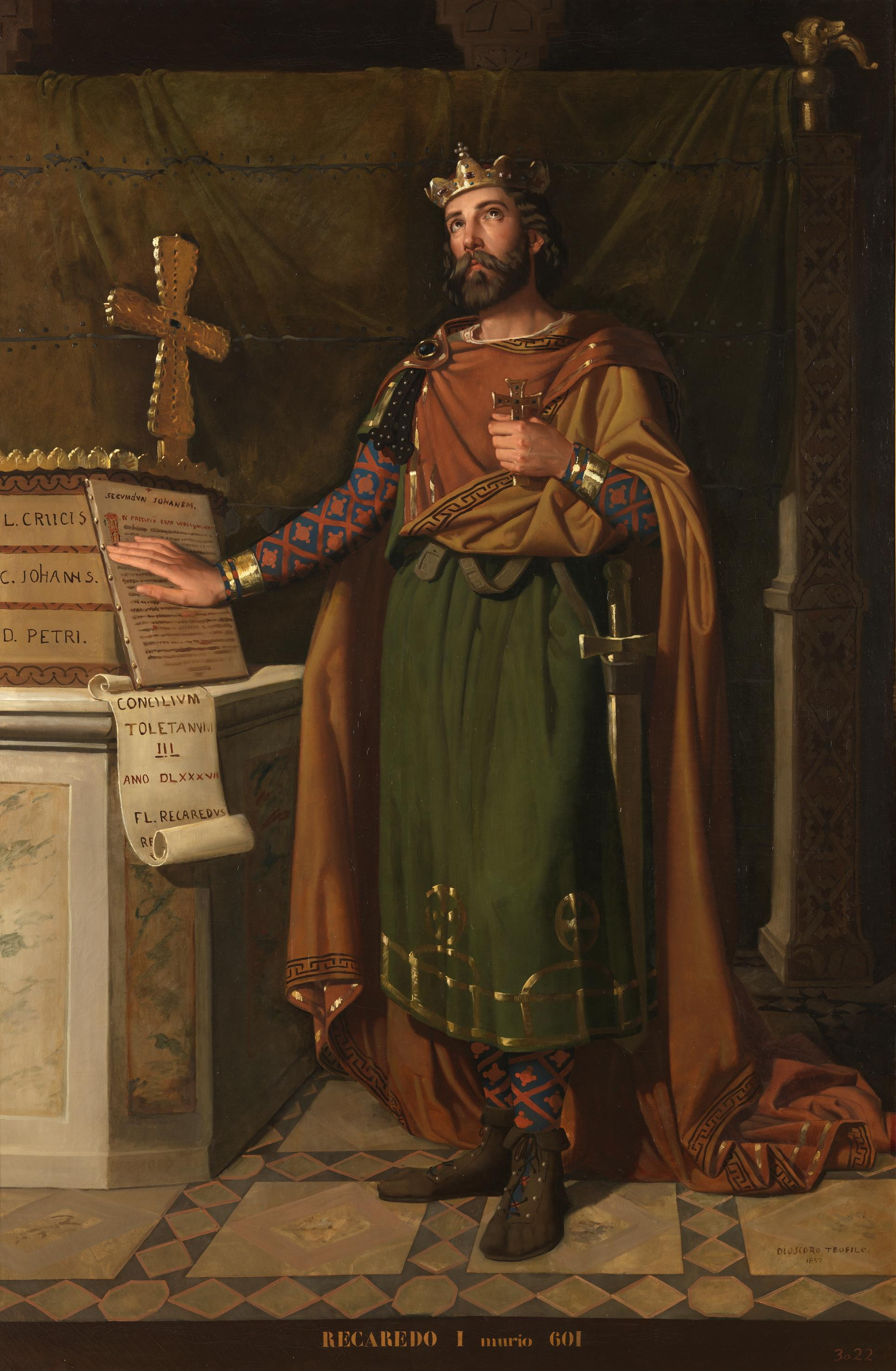
Retrato imaginario del rey visigodo Recaredo I, una obra del de Dióscoro Puebla conservada en el Museo del Prado.

Asistieron al Concilio setenta y dos obispos, personalmente (62) o mediante delegados, además de los cinco metropolitanos. Todos los de Tarraconensis y Septimania comparecieron personalmente o por apoderado; en otras provincias, algunos no aparecieron. Fueron las figuras principales el obispo metropolitano de Mérida, Masona, quien propició la conversión de Recaredo y presidió el concilio, Leandro de Sevilla, supuesto instigador de la conversión de Hermenegildo, y el abad del monasterio Servitano, Eutropio.

## Cánones
Recaredo instruyó al consejo con su licencia para redactar los cánones necesarios, en particular uno que ordenaba recitar el Credo en la Comunión, para que en adelante nadie pudiera alegar ignorancia como excusa para la incredulidad. Siguieron 23 cánones con un edicto confirmatorio del rey.
Los cánones aprobados en el Concilio introdujeron una gran novedad "constitucional" respecto de los arrianos porque se ocuparon de materias no estrictamente eclesiásticas, convirtiéndose en leyes cuando Recaredo publicó el "Edicto de Confirmación del Concilio'', en el que se imponían penas de confiscación de bienes o de destierro a los que desobedecieran las decisiones del Concilio. Se aprobó que los sínodos provinciales supervisaran anualmente a los jueces locales (iudices locorum) y a los agentes de las propiedades del Tesoro (actores fiscalium patrimoniorum), además de transmitir al rey las quejas que sobre ellos tuvieran. También se aprobó que la mujer que viviera con un clérigo fuera vendida como esclava y el dinero obtenido entregado a los pobres. Todo esto constituía una novedad pues se implicaba a los obispos en la imposición del cumplimiento de las leyes seculares. En los casos de paganismo o de infanticidio, por ejemplo, tanto los obispos como los jueces debían investigarlos y castigarlos conjuntamente. Así el poder de los obispos aumentó de forma espectacular y con ellos la influencia de los hispanorromanos en la monarquía visigoda.
Entre los principales cánones:
- El 1.º confirmó los decretos de los concilios anteriores de la Iglesia católica y las cartas sinodales de los papas;
- El 2.º dirigió la recitación del símbolo niceno-constantinopolitano en la Sagrada Comunión, con la adición de la cláusula Filioque: Credo in Spiritum Sanctum qui ex patre filioque procedit ('Creo en el Espíritu Santo que procede del Padre y del Hijo') que nunca fue aceptado en el Oriente cristiano y condujo a una controversia prolongada;
- El 5.º prohibió a los obispos, sacerdotes y diáconos arrianos convertidos, vivir con sus esposas;
- El 7.º ordena que se lean las Escrituras en la mesa del obispo durante las comidas;
- El 9.º transfirió las iglesias arrianas a los obispos de sus diócesis;
- El 13.º prohíbe a los clérigos emprender acciones contra otras personas religiosas antes de acudir a los tribunales laicos;
- El 14.º prohíbe a los judíos tener esposas, concubinas o esclavas cristianas, y ordena bautizar a los hijos de tales uniones. Los judíos también debían ser destituidos de todos los cargos en los que pudieran tener que castigar a los cristianos. Los esclavos cristianos a los que hubieran circuncidado o hecho participar en sus ritos debían ser liberados inmediatamente;
- El 21.º prohíbe a las autoridades civiles imponer cargas a los clérigos o a los esclavos de la iglesia o del clero;
- El 22.º prohíbe llorar en los funerales;
- El 23.º prohíbe celebrar las vísperas de los días santos con bailes y cantos, reconocidos como "indecentes".

## ElFilioquedel Credo
Un aspecto importante es la atribución a este concilio de la añadidura de la cláusula Filioque (traducible como «y del Hijo») en el rezo del Símbolo Niceno-Constantinopolitano, por lo que el Credo pasaba a declarar que el Espíritu Santo procede no simplemente del Padre como decía, sin añadir ni «únicamente» ni «y del Hijo»,) el Concilio de Constantinopla I, sino del Padre y del Hijo:
et in Spiritum Sanctum, Dominum et vivificantem, qui ex Patre Filioque procedit («y en el Espíritu Santo, Señor y dador de vida, que procede del Padre y del Hijo»).»
No todos los manuscritos de las actas del concilio introducen esta cláusula en el texto del símbolo, a la vez que todos la incorporan en la profesión de fe que los conversos del arrianismo debían pronunciar.
Lo que es cierto es que, en los siglos sucesivos a la fecha del III Concilio de Toledo, el uso del Credo con esta inserción se extendió por España, Francia, Alemania y, al menos, en el norte de Italia y en el año 1014 fue aceptado también en Roma, y que tuvo trascendencia por ser considerado una justificación para la separación de la Iglesia de Oriente tras el cisma de 1054.

## Clausura del Concilio
El acto se cerró con una homilía triunfal de Leandro sobre la conversión de los godos, conservada por su hermano Isidoro como Homilia de triumpho ecclesiae ob conversionem Gothorum, homilía sobre el "triunfo de la Iglesia y la conversión de los godos".